# کارل-ریچارد آیدلانه
کارل-ریچارد آیدلانه (استونیایی: Karl-Richard Idlane; ۱۸ ژانویهٔ ۱۹۱۰ – ۱۲ ژانویهٔ ۱۹۴۲) بازیکن فوتبال اهل استونی بود.
وی همچنین در تیم ملی فوتبال استونی بازی کرده‌است.